# E・フィリップス・フォックス
E・フィリップ・フォックス こと エマニュエル・フィリップ・フォックス（Emanuel Phillips Fox、1865年3月12日 - 1915年10月8日）はオーストラリアの印象派のスタイルの画家である。1886年から1892年までヨーロッパで学んだ。ヨーロッパで活動していた時期にオーストラリアでは「ハイデルバーグ派」(Heidelberg School)の画家たちと活動した後、再びヨーロッパで活動した。

## 略歴
メルボルンのヴィクトリア通りで写真家の息子に生まれた。1878年から1886年までビクトリア国立美術館の絵画教室でアイルランド生まれの画家、ジョージ・フォリングスビーに学んだ。美術学校では、ジョン・ロングスタッフやフレデリック・マッカビン、デイヴィッド・デイヴィス、ルパート・バニーが共に学んでいた。
1886年にパリに留学し、私立の美術学校、アカデミー・ジュリアンで学んだ後、エコール・デ・ボザール（国立美術学校）でウィリアム・アドルフ・ブグローやジャン＝レオン・ジェロームに学び、美術学校の賞を受賞した。当時流行していた印象派のスタイルに影響を受け、サロン・ド・パリに1890年に出展した。
1890年にオーストラリアに帰国した。1892年にメルボルンで、パリで一緒に学んでいたチューダー・セント・ジョージ・タッカーが帰国すると、共同でメルボルンに美術学校(Melbourne School of Art)を開き、ヨーロッパの新らしい美術を教え始めた。この時期の活動から「ハイデルバーグ派」の一人とされる。
オーストラリアで働いた医師、ウィリアム・ギルビー(1825-1885)が、オーストラリアの芸術家をイギリスに派遣するために美術館に遺贈した「ギルビー寄付金」(Gilbee bequest)から資金を得てフォックスは1901年に再び、ヨーロッパに渡った。ヨーロッパでは、ロイヤル・アカデミー・オブ・アーツの展覧会やパリの展覧会に出展した。1905年にイングランド生まれの画家、エセル・キャリック(1865-1952)と結婚し、夫婦でイタリア、スペインを旅した後、1908年からパリに住んだ。1910年にフランスの国民美術協会の会員に選ばれた。1912年には国際彫刻家・画家・版画家協会の会員にもなった。
1913年にオーストラリアに帰国し、個展を開き、批評家や新聞で熱狂的に支持されたが1915年に癌でメルボルンで死去した。

## 作品

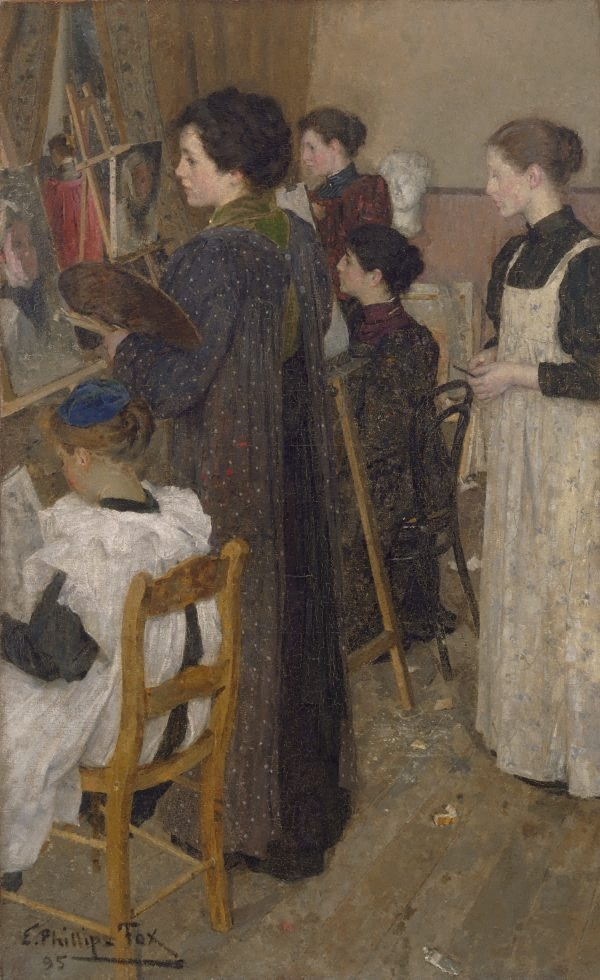
『画学生』(1895)
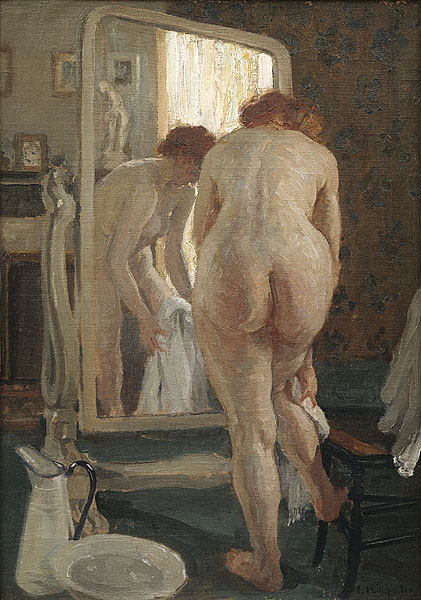
入浴の後 (1911)
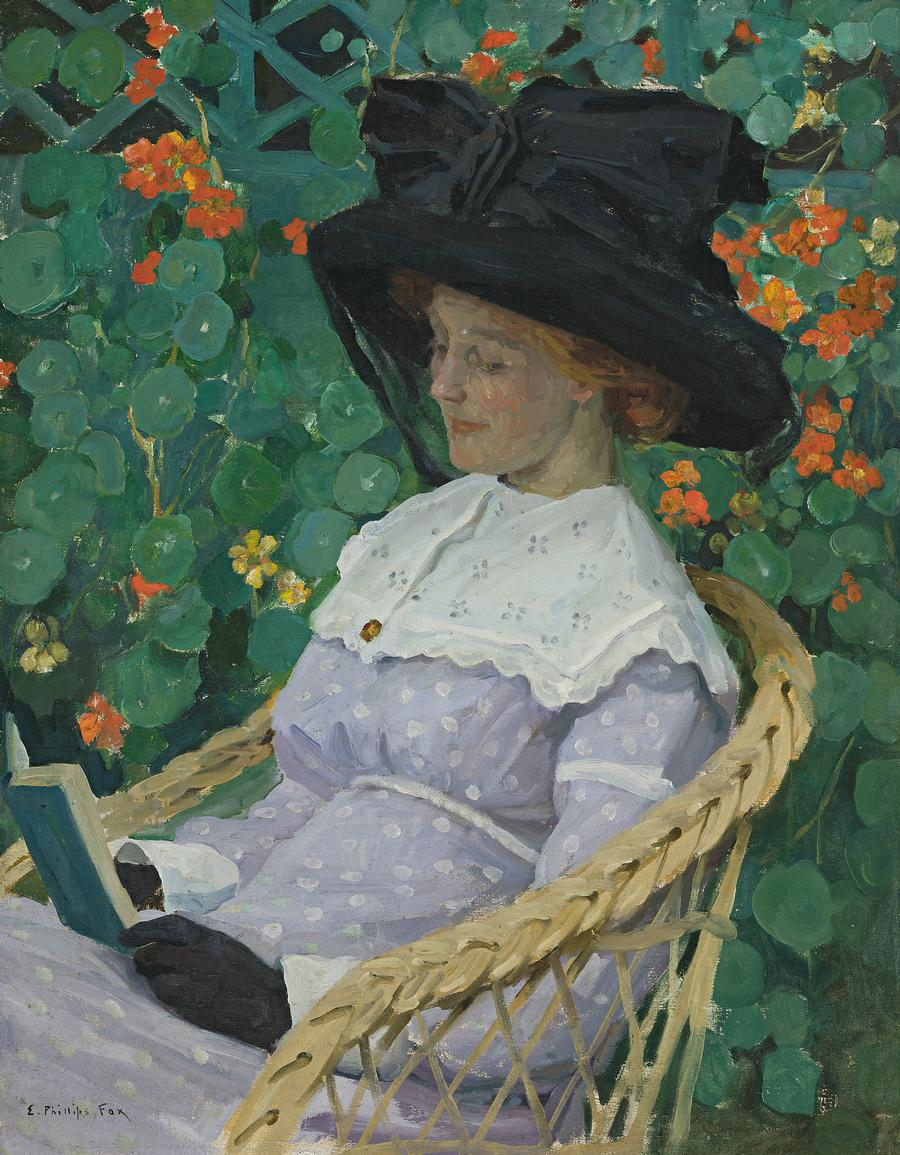
庭での読書 (1912)
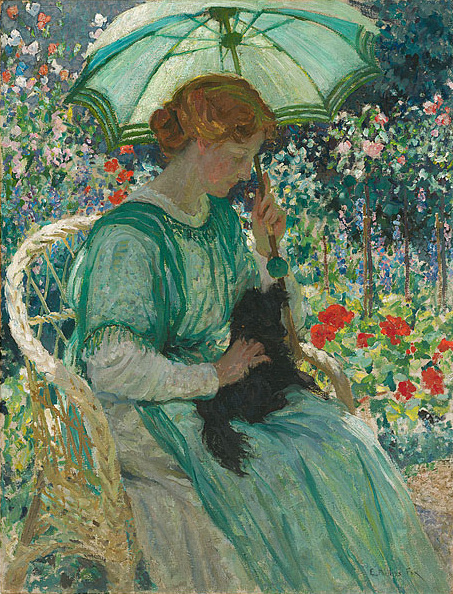
緑色もパラソル (1912)

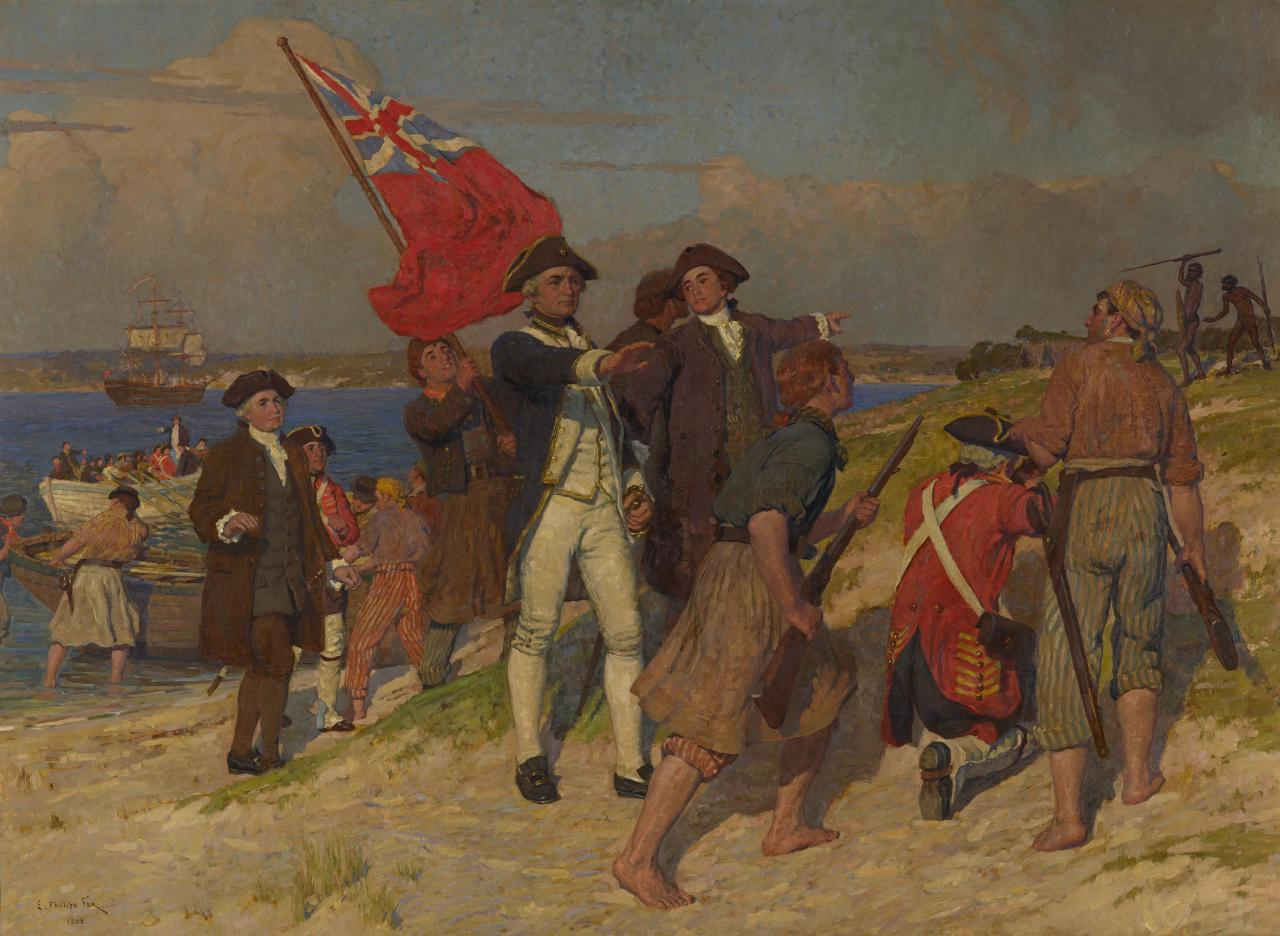
『キャプテン・クックのボタニー湾上陸』 (1910)
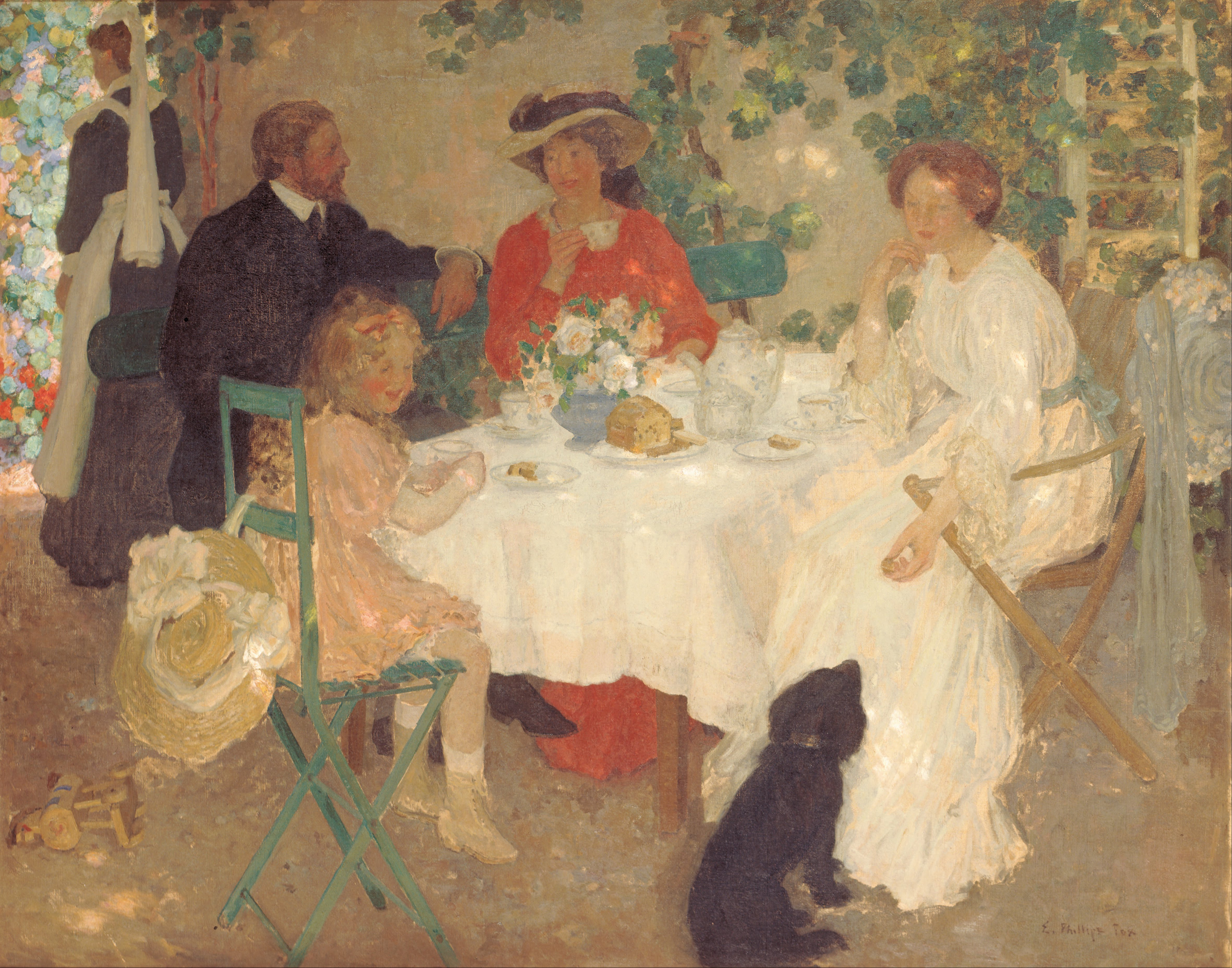
『屋外で』(Al fresco) (1904)
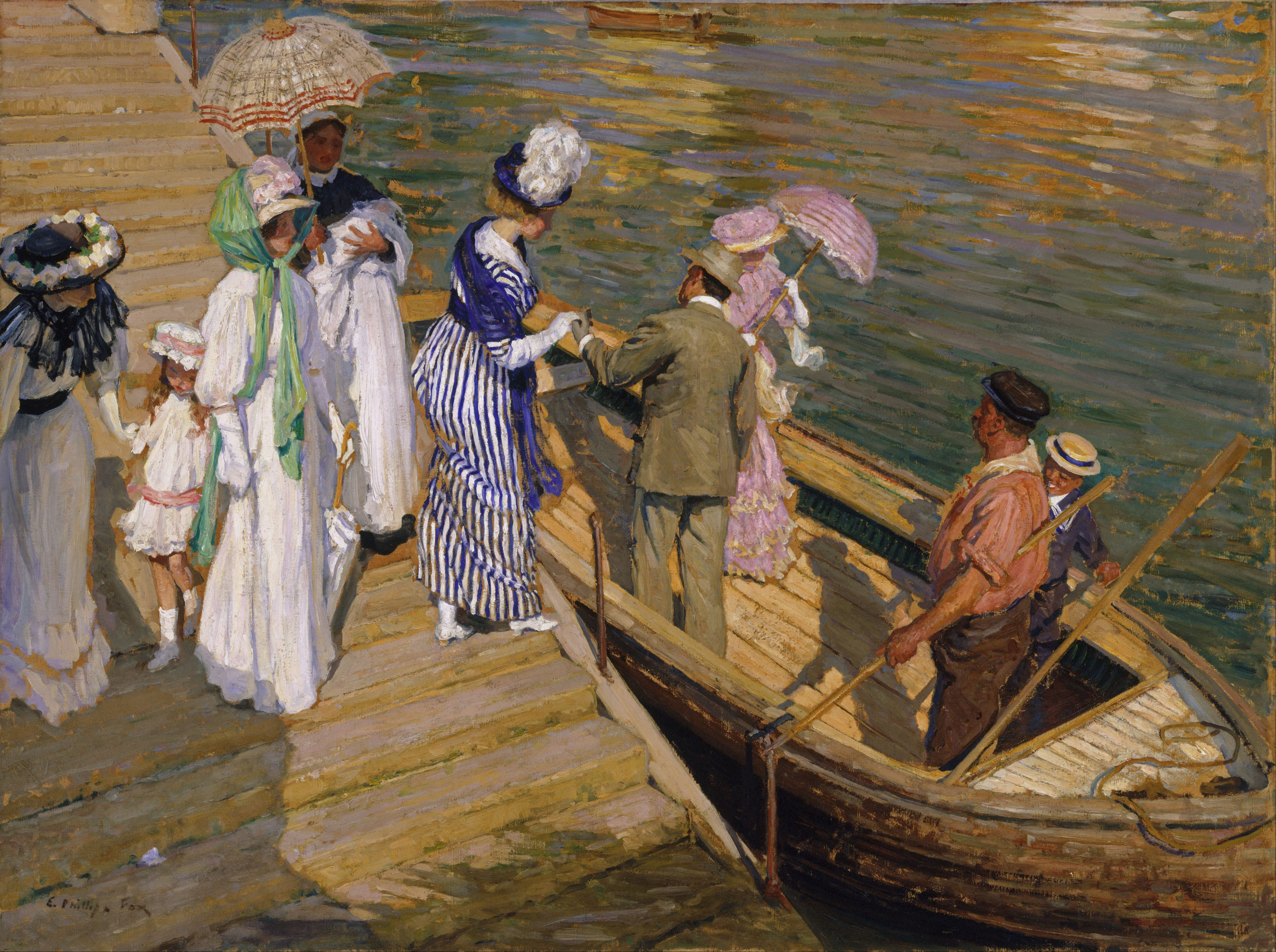
『渡し舟』(1911)